# Kostuvate, Bratske
Kostuvate (în ucraineană Костувате) este localitatea de reședință a comunei Kostuvate din raionul Bratske, regiunea Mîkolaiiv, Ucraina.

## Demografie
Componența lingvistică a localității Kostuvate
     Ucraineană (94,74%)
     Română (4,61%)
     Alte limbi (0,66%)
Conform recensământului din 2001, majoritatea populației localității Kostuvate era vorbitoare de ucraineană (94,74%), existând în minoritate și vorbitori de română (4,61%).